# Poprad-Tatry
Poprad-Tatry – stacja kolejowa w miejscowości Poprad w powiecie Poprad, w kraju preszowskim, na Słowacji przy ulicy Jiřího Wolkera 4529/32.
Na stacji znajduje się budynek stacyjny z dużą poczekalnią umieszczoną nad torami. Perony z kostki brukowej częściowo zadaszone. Semafory świetlne. Tablice świetlne z informacjami o odjazdach/przyjazdach pociągów. Stacja w 2007 została odnowiona.
Linie normalnotorowe obsługiwane są z 3 peronów z 5 krawędziami peronowymi, a wąskotorowa z 1 peronu z 2 krawędziami peronowymi.